# Elecciones locales del Distrito Federal de México de 1991
Las Elecciones del Distrito Federal de 1991 se llevaron a cabo el domingo 18 de agosto de 1991, simultáneamente con las elecciones federales y en ellas fueron renovados los titulares de los siguientes cargos de elección popular del Distrito Federal:
- 66 Representantes a la Asamblea de Representantes del Distrito Federal. 40 elegidos por mayoría relativa en cada uno de los Distritos Electorales y 26 electos por el principio de Representación proporcional mediante un sistema de listas.

## Resultados electorales
Diez partidos políticos con registro en el Distrito Federal participaron en las elecciones. Los resultados que obtuvieron fueron los siguientes:

#### Votos para representantes
|  | 18,78 % |

|  | 43,78 % |

|  | 3,00 % |

|  | 11,49 % |

|  | 8,23 % |

|  | 2,01 % |

|  | 1,30 % |

|  | 1,16 % |

|  | 4,72 % |

|  | 1,13 % |

|  | 4,40 % |

|  | 100,00 % |

Fuentes: DOF.

### Representantes
| Partido/Alianza              | Partido/Alianza                                          | Mayoría | Proporcional | Total |
| ---------------------------- | -------------------------------------------------------- | ------- | ------------ | ----- |
|                              | Partido Acción Nacional                                  | 0       | 10           | 10    |
|                              | Partido Revolucionario Institucional                     | 40      | 0            | 40    |
|                              | Partido Popular Socialista                               | 0       | 2            | 2     |
|                              | Partido de la Revolución Democrática                     | 0       | 6            | 6     |
|                              | PRD-PPS                                                  | 0       | 6            | 6     |
|                              | Partido del Frente Cardenista de Reconstrucción Nacional | 0       | 4            | 4     |
|                              | Partido Auténtico de la Revolución Mexicana              | 0       | 1            | 1     |
|                              | Partido Demócrata Mexicano                               | 0       | 0            | 0     |
|                              | Partido Revolucionario de los Trabajadores               | 0       | 0            | 0     |
| Partido Ecologista de México | Partido Ecologista de México                             | 0       | 3            | 3     |
|                              | Partido del Trabajo                                      | 0       | 0            | 0     |
| Total                        |                                                          | 40      | 26           | 66    |

Fuente: DOF.

#### Representantes Electos por el principio de Mayoría Relativa
| Distrito     | Nombre                               | Partido |
| I            | Carolina O’Farril Tapia              |         |
| II           | Jaime Arturo Larrazábal Bretón       |         |
| III          | Rogelio Zamora Barradas              |         |
| IV           | Juan José Osorio Palacios            |         |
| V            | Ramón Choreño Sánchez                |         |
| VI           | Francisco Elizondo Mendoza           |         |
| VII          | Rodolfo Guadalupe Fragoso Valenzuela |         |
| VIII         | Miguel Sosa Acosta                   |         |
| IX           | Mario Miguel Carrillo Huerta         |         |
| X            | Jaime Jesús Arceo Castro             |         |
| XI           | Alejandro Rojas Díaz Durán           |         |
| XII          | Clemente Sánchez Olvera              |         |
| XIII         | Hilda Anderson Nevárez               |         |
| XIV          | Arturo Barajas Ruiz                  |         |
| XV           | Genaro Martínez Moreno               |         |
| XVI          | Alberto Banck Muñoz                  |         |
| XVII         | Juan Carlos Sansores Betancourt      |         |
| XVIII        | Sara Villalpando Núñez               |         |
| XIX          | Jaime Mariano del Río Navarro        |         |
| XX           | Adolfo Ramón Flores Rodríguez        |         |
| XXI          | Juan Carlos Sánchez Magallán         |         |
| XXII         | Hugo Díaz-Thomé                      |         |
| XXIII        | Jorge Gaviño Ambriz                  |         |
| XXIV         | Ernesto Aguilar Apis                 |         |
| XXV          | Demetrio Javier Sodi de la Tijera    |         |
| XXVI         | Jorge Federico Schiaffino Isunza     |         |
| XXVII        | Carlos González Arriaga              |         |
| XXVIII       | Rubelio Esqueda Nava                 |         |
| XXIX         | Franklin Vicencio del Ángel          |         |
| XXX          | Eduardo Escobedo Miramontes          |         |
| XXXI         | Nicolás Blancas Lima                 |         |
| XXXII        | Roberto Rafael Campa Cifrián         |         |
| XXXIII       | Bernardo Quezada Salas               |         |
| XXXIV        | Carlos Hidalgo Cortés                |         |
| XXXV         | Rosa María Hernández y Romero        |         |
| XXXVI        | Guadalupe Pérez de Trón              |         |
| XXXVII       | Armando Jurado Alarid                |         |
| XXXVIII      | Máximo García Fabregat               |         |
| XXXIX        | Lucía Ramírez Ortiz                  |         |
| XL           | Alfredo de la Rosa Chávez            |         |
| Fuente: DOF. |                                      |         |

#### Representantes Electos por el principio de Representación Proporcional
| Nombre                                 | Partido                      |
| Jorge Alberto Ling Altamirano          |                              |
| Pablo Jaime Jiménez Barranco           |                              |
| Hiram Escudero Álvarez                 |                              |
| Enrique Gutiérrez Cedillo              |                              |
| María del Carmen Segura Rangel         |                              |
| Gerardo Medina Valdez                  |                              |
| Rafael Guarneros Saldaña               |                              |
| Román Barreto y Rivera                 |                              |
| Patricia Garduño Morales               |                              |
| José Antonio Zepeda López              |                              |
| Laura Itzel Castillo Juárez            |                              |
| Amalia Dolores García Medina           |                              |
| Pablo Gómez Álvarez                    |                              |
| María del Carmen Bustamante Castañares |                              |
| Alfonso Ramírez Cuéllar                |                              |
| Javier Hidalgo Ponce                   |                              |
| Domingo Suárez Nimo                    |                              |
| María Valdez Romero                    |                              |
| Carlos Ernie Omaña Herrera             |                              |
| Juana García Palomares                 |                              |
| Esveida Bravo Martínez                 | Partido Ecologista de México |
| Leopoldo Gabriel Sánchez Díaz          | Partido Ecologista de México |
| Sebastián Jorge Valencia Jiménez       | Partido Ecologista de México |
| Belisario Aguilar Olvera               |                              |
| Ramón Jiménez López                    |                              |
| Óscar Mauro Ramírez Ayala              |                              |
| Fuente: DOF.                           |                              |